# Fernando Navarro (zapaśnik)
Fernando Navarro – ekwadorski zapaśnik walczący w obu stylach. Zajął szóste miejsce na mistrzostwach panamerykańskich w 1997. Brązowy medalista igrzysk boliwaryjskich w 1997 roku.